# Raphael Wichtl
Raphael Wichtl (* 17. November 1992 in Bregenz) ist ein österreichischer Politiker (ÖVP) und Unternehmer. Wichtl kandidierte bei der Landtagswahl in Vorarlberg 2019 für seine Partei auf dem zweiten Listenplatz der Landesliste und wurde in der Folge in den Vorarlberger Landtag gewählt. In der konstituierenden Sitzung des Landtags der 31. Legislaturperiode am 6. November 2019 wurde er als Abgeordneter angelobt.

## Werdegang
Raphael Wichtl wurde am 17. November 1992 geboren und wuchs in der Vorarlberger Bodensee-Gemeinde Fußach auf. Er besuchte das Bundesgymnasium Blumenstraße in Bregenz und begann nach Absolvieren des Zivildiensts im Jahr 2013 ein Studium der Rechtswissenschaften an der Universität Innsbruck. Während seiner Schulausbildung war Wichtl zunächst Mitglied der katholischen Mittelschulverbindung Kustersberg zu Bregenz, in Innsbruck wurde er dann Mitglied der Studentenverbindung AV Austria Innsbruck.
2009 trat Raphael Wichtl in die Junge Volkspartei ein und wurde dort im Jahr 2014 zum Landesobmann-Stellvertreter für Vorarlberg gewählt. Am 11. November 2016 übernahm Wichtl das Amt des JVP-Obmanns im Rahmen eines Landestages der Jungen Volkspartei Vorarlberg von Julian Fässler. In der Bundes-JVP ist Wichtl seit 2017 einer der Bundesobmann-Stellvertreter.
Ab November 2017 war Raphael Wichtl Angestellter bei G4S, einem weltweit tätigen Sicherheitsunternehmen. Seit 2019 ist er als selbständiger Unternehmer tätig und betreibt eine Online-Marketing Agentur in Dornbirn. Bei der Landtagswahl in Vorarlberg 2019 hatte Raphael Wichtl bei seiner parteiinternen Bewerbung um Platz 1 der Landesliste zwar das Nachsehen gegen den Bludenzer Kandidaten Christoph Thoma, konnte aber schließlich dank der Verschiebung eines Mandats vom Wahlbezirk Bregenz zur Landesliste bei der endgültigen Auszählung der Stimmen auf Platz 2 der Landesliste ein Landtagsmandat erreichen. Er wurde daher in der konstituierenden Sitzung des 31. Vorarlberger Landtags am 6. November 2019 als Abgeordneter angelobt.
Im Februar 2024 kündigte Raphael Wichtl an, bei der im Herbst desselben Jahres stattfindenden Landtagswahl nicht erneut zu kandidieren. Auch auf das Amt als Landesobmann der JVP in Vorarlberg will Wichtl noch im Laufe des Jahres 2024 verzichten.